# Dai-Sua
Dai-Sua (Daisua, Daisula) ist ein osttimoresischer Suco im Verwaltungsamt Same (Gemeinde Manufahi).

## Geographie

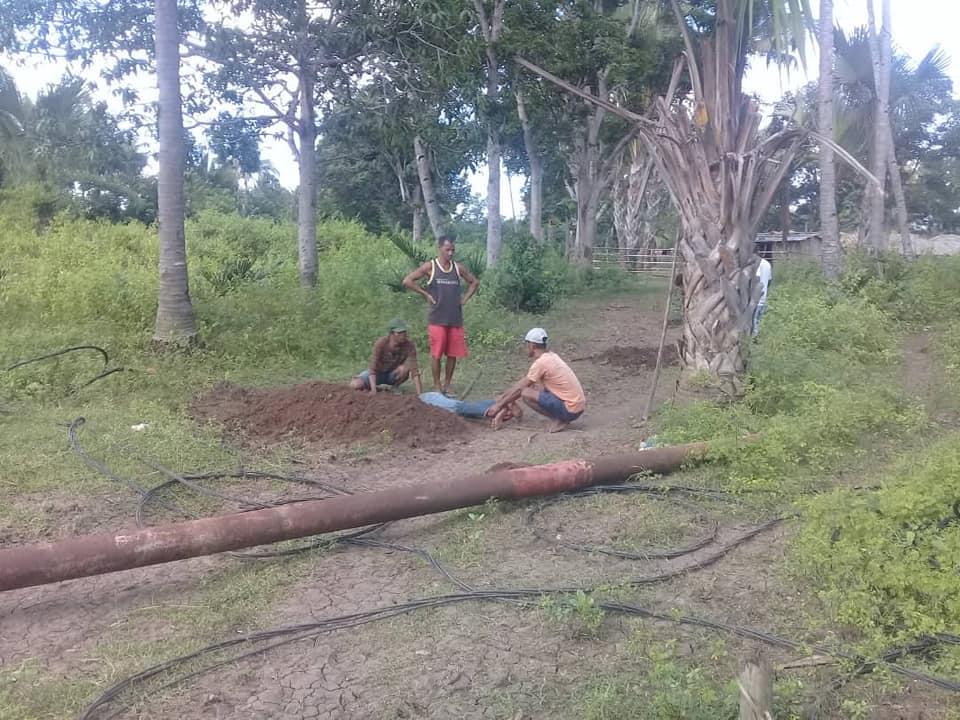
Am Ufer des Caraulun

Dai-Suao liegt im Osten des Verwaltungsamts Same. Nördlich befinden sich die Sucos Letefoho und Babulo, südöstlich der Suco Betano und im Nordosten die Sucos Grotu und Rotuto. Im Südwesten grenzt Dai-Sua an das Verwaltungsamt Hato-Udo (Gemeinde Ainaro) mit seinem Suco Foho-Ai-Lico. Der Grenzfluss zwischen Manufahi und Ainaro ist der Aiasa, ein Nebenfluss des Caraulun, der durch den Südosten des Sucos fließt. Dai-Sua hat eine Fläche von 47,57 km² und teilt sich in fünf Aldeias Dai-Sua, Leço-Ai, Leço-Lau, Loti und Ria-Tu.
Der Ort Dai-Sua liegt im Südosten des Sucos, auf einer Meereshöhe von 165 m, zwischen den Flüssen Aiasa und Caraulun, kurz vor ihrem Zusammenfluss. Hier trifft die Überlandstraße aus der Gemeindehauptstadt Same auf die hier weit im Inselinneren verlaufende südliche Küstenstraße. In Dai-Sua befindet sich die Grundschule des Sucos, die Escola Primaria Dai-Sua.
Über zwei Brücken überquert die südliche Küstenstraße die Flüsse Aiasa und Caraulun. An ihr liegen auch die Orte Ria-Tu (Riatu), Loti (Lotin), Babulu und Leço-Lau (Lesulau). An der sehr abgelegenen Nordwestgrenze gibt es einen weiteren Ort namens Ria-Tu (Riatu), in dem es ebenfalls eine weitere Grundschule gibt, und das Dorf Aidaludo. Außerdem gibt es im Suco eine Polizeistation. In Luak befindet sich der Dom-Boaventura-Park und ein Friedhof für die Helden und Märtyrer des Befreiungskriegs gegen Indonesien.

## Einwohner
In Dai-Sua leben 2.771 Einwohner (2022), davon sind 1.398 Männer und 1.373 Frauen. Im Suco gibt es 618 Haushalte. Fast 74 % der Einwohner geben Mambai als ihre Muttersprache an. 15 % sprechen Tetum Prasa, 8,5 % Bunak (um Loti), Minderheiten Tetum Terik oder Kemak.

## Geschichte

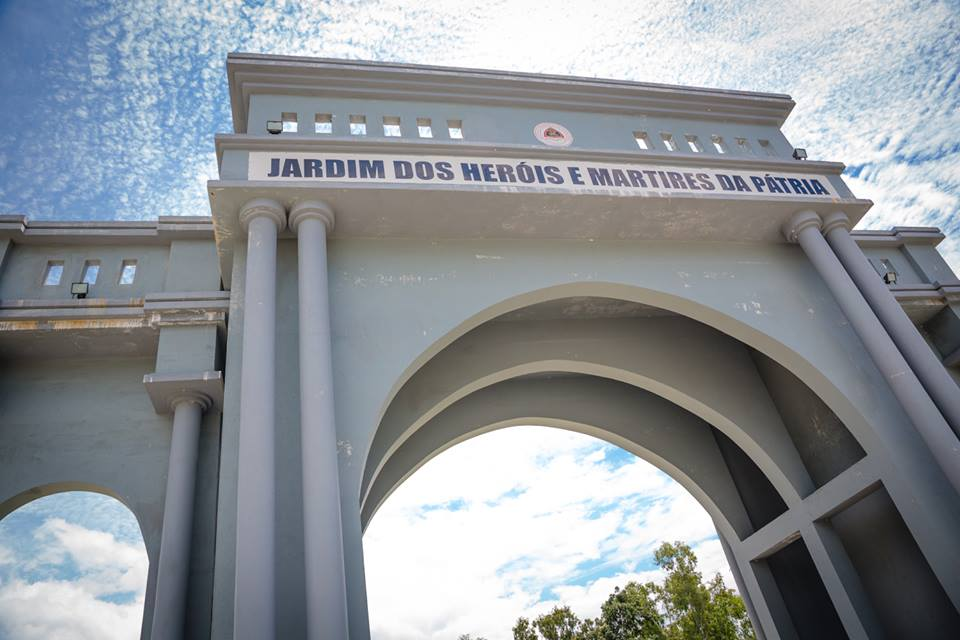
Heldenfriedhof in Dai-Sua

Am Ende der Rebellion von Manufahi wurden am Berg Leolaco (333 m), nordwestlich des heutigen Ortes Dai-Sua, mehr als 12.000 aufständische timoresische Männer, Frauen und Kinder von den portugiesischen Kolonialtruppen in einem 35 km² großen Gebiet eingekreist. Beim Ausbruchsversuch zwischen dem 8. und 10. August 1912 konnte der Rebellenführer Boaventura mit Tausenden seiner Anhänger entkommen. Mehr als 3000 zurückgebliebene Kämpfer und Zivilisten sollen aber in den zwei folgenden Tagen und Nächten von den Portugiesen abgeschlachtet worden sein. Es war eines der größten Massaker in der portugiesischen Kolonialgeschichte.
Während der indonesischen Besetzung Osttimors (1975 bis 1999) wurden Einwohner des Berglandes des Sucos aus ihrer Heimat vertrieben und im Ort Dai-Sua und in benachbarten Sucos angesiedelt, wohin sie familiäre Beziehungen hatten. Man wollte sie damit besser von den Widerstandskämpfern der FALINTIL trennen und kontrollieren.

## Politik

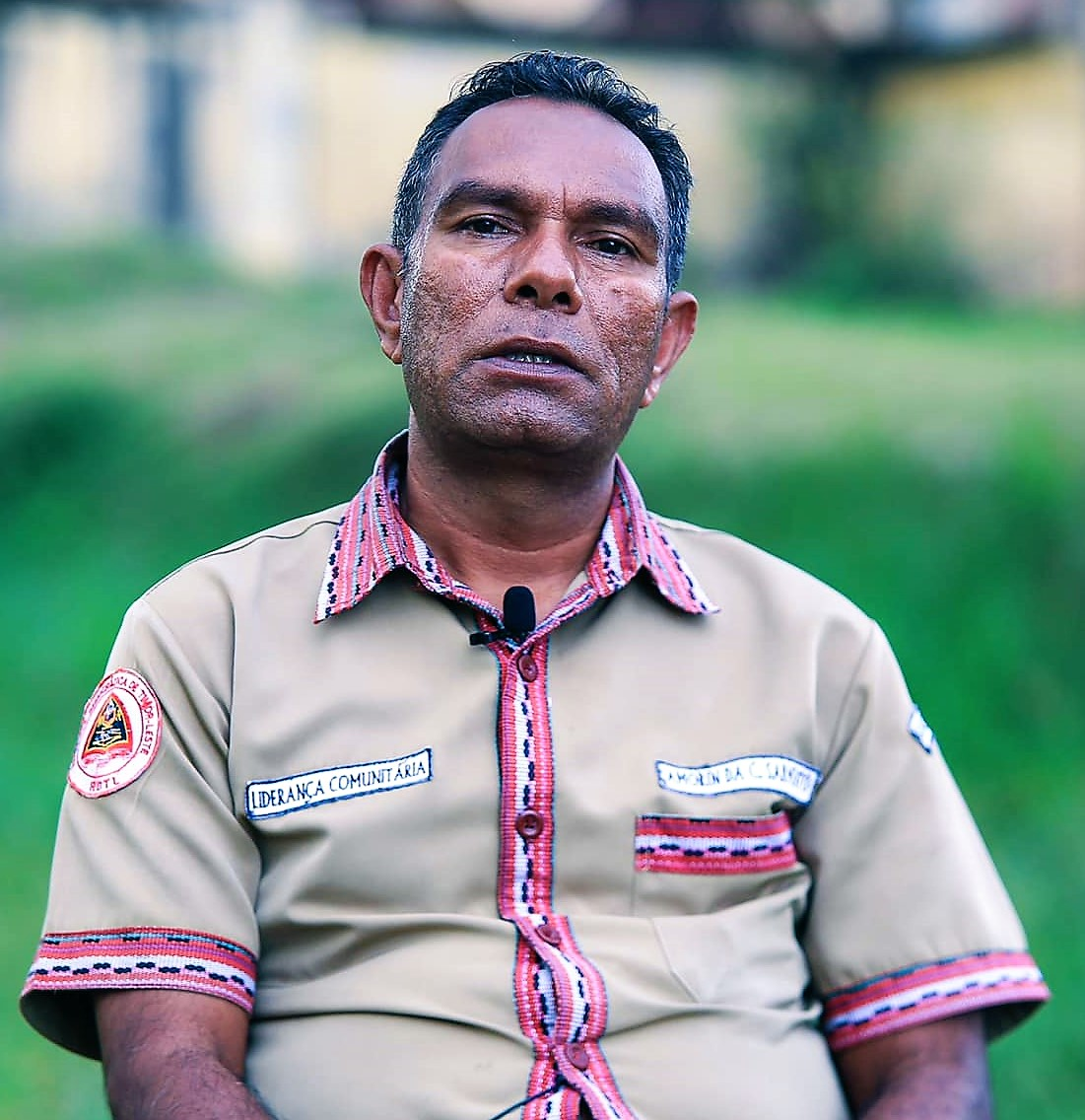
Amorin da C. Sarmento (2022)

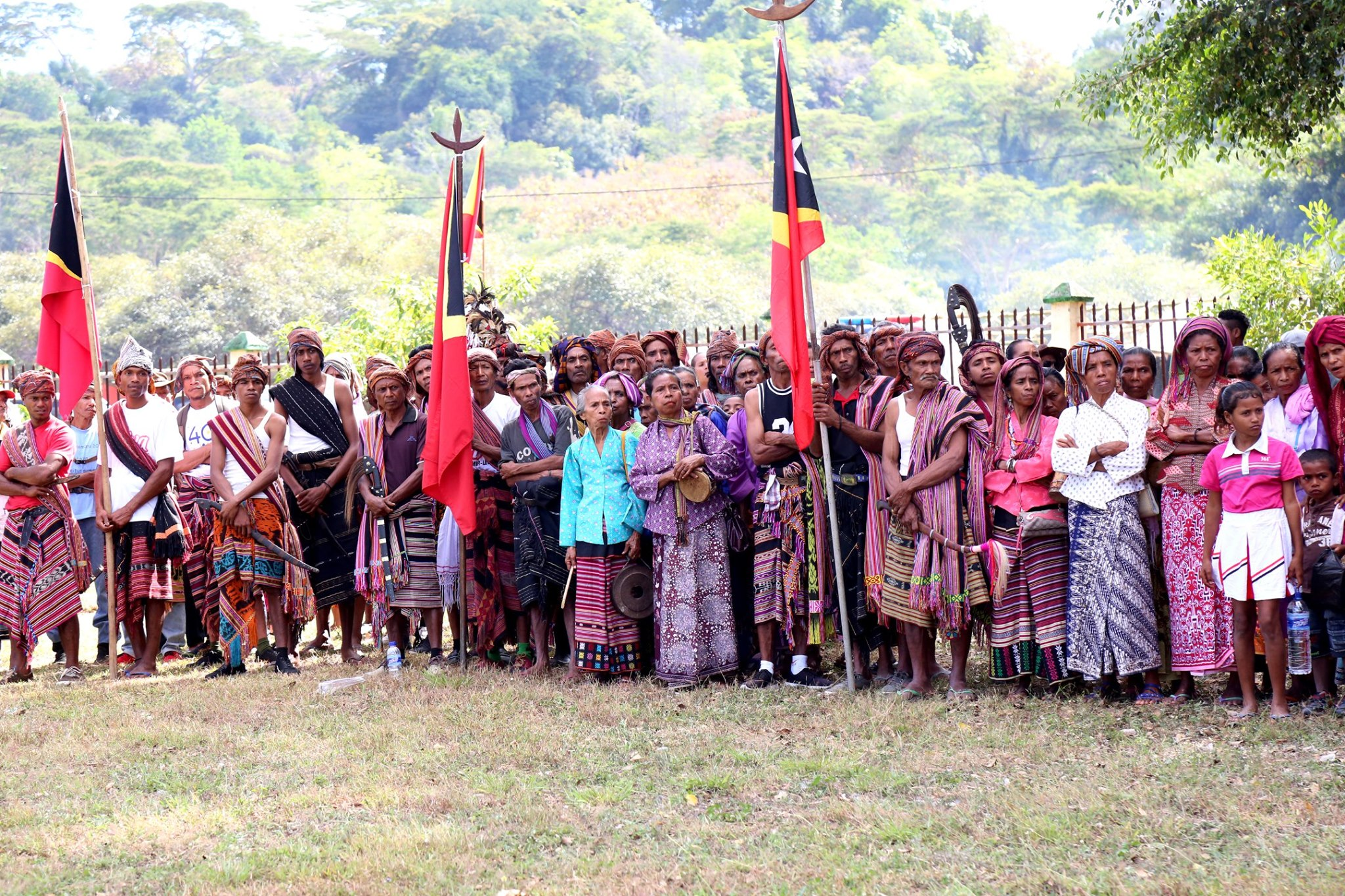
Feierlichkeiten zum 20. Jubiläum des Unabhängigkeitsreferendums (2019)

Bei den Wahlen von 2004/2005 wurde Alexandrinho Tilman zum Chefe de Suco gewählt und 2009 in seinem Amt bestätigt. Bei den Wahlen 2016 gewann Amorin da C. Sarmento.

## Persönlichkeiten
- Antoninho Doutel Sarmento (* 1975), Politiker